# American Boy: A Profile of Steven Prince
American Boy: A Profile of Steven Prince é um documentário de 1978 dirigido por Martin Scorsese.